# RQ-5 Hunter
RQ-5 Hunter (укр. «Га́нтер») — тактичний розвідувальний БПЛА, розроблений ізраїльським концерном Israel Aerospace Industries (підрозділ Malat Division) разом з американською фірмою TRW Inc (з 2003 року останню замінила компанія «Northrop Grumman»), на базі ізраїльського безпілотного апарату «Impact UAV». Програма створення розпочата у 1989 році. Спочатку проєкт був відомий під назвою JIMPACS (англ. Joint Improved Multi-mission Payload Aerial Surveillance, Combat Survivable). Перша партія апаратів (7 комплектів по 8 апаратів) була виготовлена у 1993 році під назвою BQM-155A. Після зміни системи класифікації у 1997 році «Hunter», отримав позначення RQ-5.
У 2003 році підрядником за програмою «Hunter» стала компанія «Northrop Grumman», яка згодом розпочала розробляти ударний варіант безпілотника, що отримав назву MQ-5A з можливістю озброєння боєприпасом BAT (англ. Brilliant Anti-Tank), відомим у модернізованому варіанті як «Viper Strike».
Наступним членом сімейства «Hunter» став безпілотний літальний апарат MQ-5B — з крилом більшого розмаху, збільшеною практичною стелею і збільшеним запасом пального, що дозволило збільшити й дальність його польоту. Армія США закупила 18 апаратів MQ-5B, які чудово зарекомендували себе під час бойового застосування в Афганістані — особливо вдалим виявилося застосування апаратів, оснащених приймачами GPS і боєприпасами BAT «Viper Strike».

## Конструктивні особливості
Апарат виконано у двобалковому компонуванні і оснащено двома поршневими двигунами з робочим об'ємом по 750 см³, розташованими опозитно у носовій і задній частині гондоли. Таке конструктивне вирішення дозволило досягнути кращих показників за потужністю і надійністю без зростання лобового опору планера.
У корпусі гондоли розташовуються засоби керування, навігаційна система, система розпізнавання та прийомо-передавач даних з антеною, розташованою зовні над корпусом. До гондоли також кріпиться триколісне шасі. Крило складається з простого центроплана без скосів і демонтованих під час транспортування крил з невеликою трапецієвидністю. Крила оснащені рухомими закрилками та елеронами з електричним приводом. До центральної частини крила двома балками кріпиться хвіст із горизонтальним стабілізатором. Здвоєне вертикальне хвостове оперення має нахил до середини.
БПЛА здіймається у повітря як звичайний літак або запускається із спеціальної платформи, з використанням ракетного прискорювачу.
Апарат додатково обладнується тепловізорною системою третього покоління, лазерним вказівником цілі, системою попередження про опромінення РЛС та іншим комунікаційним обладнанням.

## Технічні характеристики
Модифікація: RQ-5
- Розмах крила - 8,90 м
- Довжина - 6,95 м
- Висота - 1,65 м
- Маса:

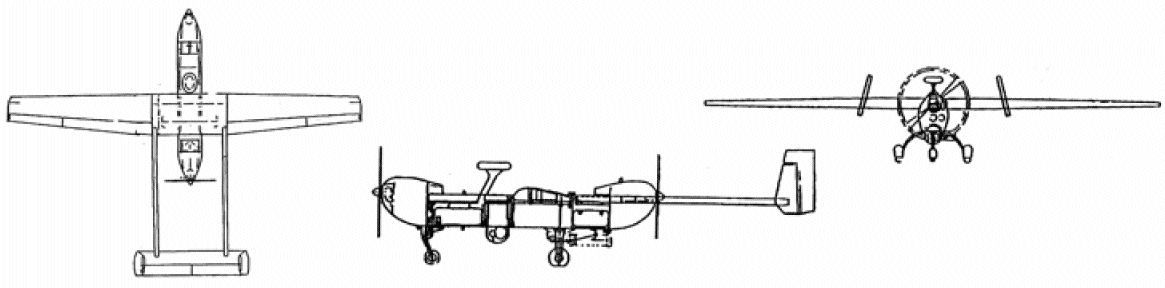
Кресленик загального виду базової модифікації RQ-5

  - без корисного навантаження - 540 кг
  - максимальна злітна - 726 кг
  - маса пального - 178 кг
- Тип двигуна: два поршневих двигуни Moto-Guzzi
- Тяга - 2 х 64 кгс
- Максимальна швидкість - 204 км/год
- Крейсерська швидкість - 148 км/год
- Радіус дії - 267 км
- Тривалість польоту:
  - від бази - 8 год;
  - максимальна - 11,5 год
- Практична стеля - 4575 м

Модифікація: RQ-5A Hunter
- Розмах крил - 8,8 м
- Довжина - 6,8 м
- Висота - 1,7 м
- Маса:
  - максимальна злітна - 727 кг
  - корисне навантаження - 125 кг
  - маса пального - 136 кг
- Тривалість польоту - 12 год
- Радіус польоту під контролем станції керування - 125 км
- Радіус польоту за попередньо закладеною програмою - 200 км
- Крейсерська швидкість - 110 км/год
- Практична стеля - 4500 м

## Варіанти
IAI E-HUNTER — ізраїльська модифікація RQ-5 із збільшеною вантажопідйомністю, збільшеними часом і дальністю лету. Перший політ відбувся у липні 1995 року.
MQ-5B «Hunter» — озброєний варіант RQ-5 з авіабомбою GBU-44/B Viper Strike. В комплекс входить система автоматизованої посадки ATLND. Керування з землі забезпечується з наземної станції керування (англ. Ground Control Station) GCS-3000, обладнання і два оператори яеої перебувають у спеціально обладнаному автомобілі.

## Країни-експлуатанти
RQ-5 перебуває на озброєнні армій США, Франції, Бельгії та Індії.
- США — У 1993 році було укладено контракт на постачання семи комплектів RQ-5A. Вони були взяті на озброєння армії США у 1996 році. БПЛА використовувались у 1999 ці під час Бомбардування Югославії силами НАТО — в період після березня 1999 року тут було втрачено 4 апарати цього типу[4], при цьому один з них був збитий вертольотом Ми-8 Союзної Республіки Югославії[5].
- Індія — у 1997 році Індія закупила в Ізраїлі 16 БПЛА двох типів («Hunter» та «Searcher»)[6]